# Sint-Rochuskerk (Wandre)

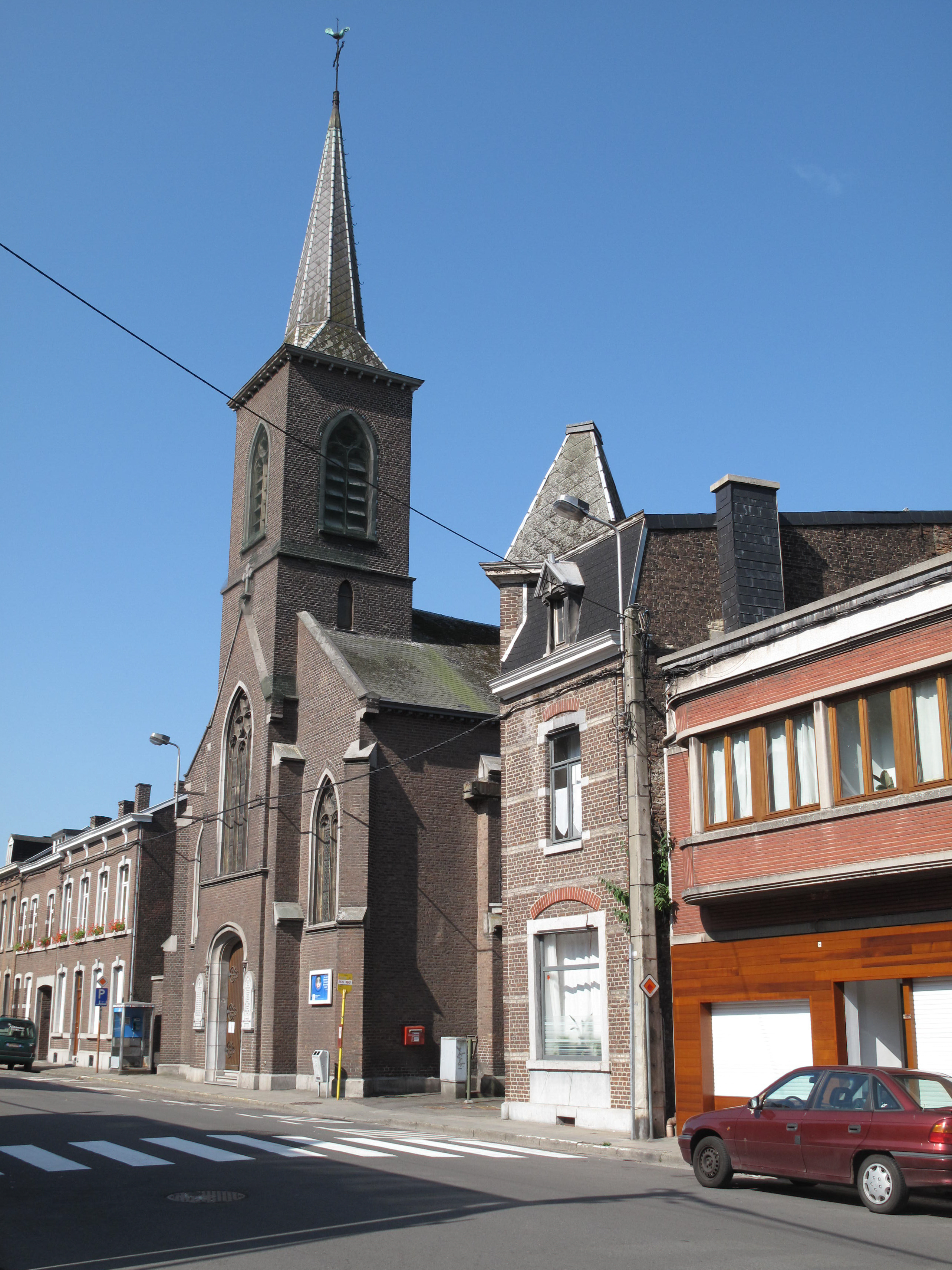
Sint-Rochuskerk

De Sint-Rochuskerk (Église Saint-Roch) is een parochiekerk gelegen aan de Rue du Visé in de tot de gemeente Luik behorende deelgemeente Wandre, en wel in het dorp Souverain-Wandre aan de Rue de Visé.
De parochie werd opgericht in 1857.
Het kerkgebouw betreft een neogotisch bouwwerk dat uitgevoerd is in baksteen, met omlijstingen en dergelijke van kalksteen. De kerk werd gebouwd van 1858-1861. De ingebouwde toren werd in 1890 gebouwd naar ontwerp van Eugène Halkin. Het is een driebeukige kerk met een smaller koor dat een vijfzijdige afsluiting heeft.
Het neogotische meubilair vormt een eenheid.